# Idiodes albilinea
Idiodes albilinea là một loài bướm đêm trong họ Geometridae.